# Lijst van burgemeesters van Los Angeles
Dit is een lijst van burgemeesters van Los Angeles in de Amerikaanse staat Californië. 

## Burgemeesters van Los Angeles (1921–heden)
| Nr.                                          | Burgemeester van Los Angeles Mayor of Los Angeles | Burgemeester van Los Angeles Mayor of Los Angeles | Burgemeester van Los Angeles Mayor of Los Angeles | Ambtstermijn      | Ambtstermijn      | Partij(en) | Verkiezing(en) |
| -------------------------------------------- | ------------------------------------------------- | ------------------------------------------------- | ------------------------------------------------- | ----------------- | ----------------- | ---------- | -------------- |
| 32                                           |                                                   | George Cryer                                      | George Cryer (1875–1961)                          | 1 juli 1921       | 1 juli 1929       | R          | 1921           |
| 32                                           | 1923                                              | George Cryer                                      | George Cryer (1875–1961)                          | 1 juli 1921       | 1 juli 1929       | R          |                |
| 32                                           | 1925                                              | George Cryer                                      | George Cryer (1875–1961)                          | 1 juli 1921       | 1 juli 1929       | R          |                |
| 33                                           |                                                   | John Clinton Porter                               | John Clinton Porter (1871–1959)                   | 1 juli 1929       | 1 juli 1933       | D          | 1929           |
| 34                                           |                                                   | Frank Shaw                                        | Frank Shaw (1877–1958)                            | 1 juli 1933       | 26 september 1938 | R          | 1933           |
| 34                                           | 1937                                              | Frank Shaw                                        | Frank Shaw (1877–1958)                            | 1 juli 1933       | 26 september 1938 | R          |                |
| 35                                           |                                                   | Fletcher Bowron                                   | Fletcher Bowron (1887–1968)                       | 26 september 1938 | 1 juli 1953       | R          | 1938           |
| 35                                           | 1941                                              | Fletcher Bowron                                   | Fletcher Bowron (1887–1968)                       | 26 september 1938 | 1 juli 1953       | R          |                |
| 35                                           | 1945                                              | Fletcher Bowron                                   | Fletcher Bowron (1887–1968)                       | 26 september 1938 | 1 juli 1953       | R          |                |
| 35                                           | 1949                                              | Fletcher Bowron                                   | Fletcher Bowron (1887–1968)                       | 26 september 1938 | 1 juli 1953       | R          |                |
| 36                                           |                                                   | Norris Poulson                                    | Norris Poulson (1895–1982)                        | 1 juli 1953       | 1 juli 1961       | R          | 1953           |
| 36                                           | 1957                                              | Norris Poulson                                    | Norris Poulson (1895–1982)                        | 1 juli 1953       | 1 juli 1961       | R          |                |
| 37                                           |                                                   | Sam Yorty                                         | Sam Yorty (1909–1998)                             | 1 juli 1961       | 1 juli 1973       | D          | 1961           |
| 37                                           | 1965                                              | Sam Yorty                                         | Sam Yorty (1909–1998)                             | 1 juli 1961       | 1 juli 1973       | D          |                |
| 37                                           | 1969                                              | Sam Yorty                                         | Sam Yorty (1909–1998)                             | 1 juli 1961       | 1 juli 1973       | D          |                |
| 38                                           |                                                   | Tom Bradley                                       | Tom Bradley (1917–1998)                           | 1 juli 1973       | 1 juli 1993       | D          | 1973           |
| 38                                           | 1977                                              | Tom Bradley                                       | Tom Bradley (1917–1998)                           | 1 juli 1973       | 1 juli 1993       | D          |                |
| 38                                           | 1981                                              | Tom Bradley                                       | Tom Bradley (1917–1998)                           | 1 juli 1973       | 1 juli 1993       | D          |                |
| 38                                           | 1985                                              | Tom Bradley                                       | Tom Bradley (1917–1998)                           | 1 juli 1973       | 1 juli 1993       | D          |                |
| 38                                           | 1989                                              | Tom Bradley                                       | Tom Bradley (1917–1998)                           | 1 juli 1973       | 1 juli 1993       | D          |                |
| 39                                           |                                                   | Richard Riordan                                   | Richard Riordan (1930–2023)                       | 1 juli 1993       | 1 juli 2001       | R          | 1993           |
| 39                                           | 1997                                              | Richard Riordan                                   | Richard Riordan (1930–2023)                       | 1 juli 1993       | 1 juli 2001       | R          |                |
| 40                                           |                                                   | James Hahn                                        | James Hahn (1950)                                 | 1 juli 2001       | 1 juli 2005       | D          | 2001           |
| 41                                           |                                                   | Antonio Villaraigosa                              | Antonio Villaraigosa (1953)                       | 1 juli 2005       | 1 juli 2013       | D          | 2005           |
| 41                                           | 2009                                              | Antonio Villaraigosa                              | Antonio Villaraigosa (1953)                       | 1 juli 2005       | 1 juli 2013       | D          |                |
| 42                                           |                                                   | Eric Garcetti                                     | Eric Garcetti (1971)                              | 1 juli 2013       | 12 december 2022  | D          | 2013           |
| 42                                           | 2017                                              | Eric Garcetti                                     | Eric Garcetti (1971)                              | 1 juli 2013       | 12 december 2022  | D          |                |
| 43                                           |                                                   | Karen Bass                                        | Karen Bass (1953)                                 | 12 december 2022  | heden             | D          | 2022           |
| ■ Democratische partij■ Republikeinse partij |                                                   |                                                   |                                                   |                   |                   |            |                |